# 平頂山事件
平頂山事件（へいちょうざんじけん）とは、1932年（昭和7年）9月16日、満洲国撫順市（現在の中華人民共和国遼寧省北部）において、日本軍関東軍撫順守備隊（独立守備隊第2大隊第2中隊）が、前夜の抗日ゲリラによる撫順炭鉱襲撃事件の報復のため、ゲリラと通じていると疑った撫順炭鉱近くの平頂山集落の住民の多くを殺傷した事件である。

## 事件の概要

### 満州事変以後の状況
満洲事変以来、ゲリラ活動が激化し、農村地帯ではゲリラによる日本人襲撃、殺害が相次ぎ、関東軍司令部は参謀長名で麾下に厳重処分を許可する通達を出した。撫順においても、7月以降ゲリラ活動が活発化、8月28日井上中尉の部隊が下章党でゲリラと交戦しゲリラ数十名を倒したものの日本兵士1名が戦死、8月31日に当地の警察軍部隊にあたる警務隊が寝返り日本人指導員1名を拉致（後、殺害される)、さらに9月８日守備隊の斥候隊が大東河（大東洲とも）でゲリラに通じた集落民の手引で襲撃され1名が戦死、1名が不明（後に遺体が発見される)。

### 撫順炭鉱襲撃事件
事件の誘因となったのは、日満議定書調印の当日であった1932年9月15日夜更けの反満抗日ゲリラ「遼寧民衆自衛軍（当時の日本側は匪賊・紅槍会・大刀会と報じている。）」による、撫順炭鉱襲撃事件である 。この背景には、満洲国の建国宣言（1932年3月1日）以来活発化していた、反満抗日運動の存在がある。襲撃に対し、日本人側は周辺居住者を炭坑内や公会堂に避難させ、撫順守備隊のほか、憲兵隊･警察も出動、さらに炭鉱警備にあたっていた防備隊（警備団と呼んでいる資料もある）・自警団・その他の在郷軍人等の大人だけではなく青年団員や中学三年生以上（いずれも民間人の若者）を緊急に招集し、交戦、炭坑関連施設への侵入を阻止した。日本人殺害と放火による炭鉱施設の破壊を狙っていたゲリラ側はかなりの設備を焼き払ったものの、戦術の不手際により、多数の死者を出して退却したが、日本側も、炭鉱所所長を含む死者5名、重傷6名、総額21万8,125円の被害を受けた。ゲリラ側は炭鉱破壊に成功した後は、撫順市街地襲撃まで狙っていたとする説もある。

### 平頂山事件の計画
翌朝、撫順守備隊は、同集落がゲリラと通じていたとして集落の包囲・攻撃を計画した。首謀者は守備隊隊長の川上精一大尉とする説、井上清一中尉の独断とする説があり対立がある。また、中国側では炭鉱次長など民間人を含めた会議が開かれ全住民の殺害が決定されたと主張している。

#### 虐殺決定会議があったとする説
県長の通訳・于慶級の証言に基づく。

守備隊隊長の川上精一大尉（中隊長）がゲリラ退却後、直ちに現地人の県長・通訳、日本人の憲兵隊長・警察署長・炭鉱責任者といった関係者を集めて会議を開き、守備隊の面目をつぶされたことで怒る川上大尉の主張で、かねてゲリラ通報に非協力的と目されていた平頂山近辺の集落住民につき、同集落がゲリラと通じていたと断定し、事件の報復として、婦女子を含む同集落住民の全員殺害を決めたとする
。

#### 川上大尉不在説
当時を知る日本側関係者の多くは川上大尉不在・井上中尉の独断による事件という認識をしている。
上妻斉「撫順秘話」、加藤末吉『満鉄と共に四十年』、奉天極友会『満州の獄窓に祈る～最後の引揚牧師の手記・満州戦犯獄中書簡集』、久米庚子「平頂山事件とその終末」（『撫順炭礦終戦の記』満鉄東京撫順会）、久野健太郎『朔風挑戦三十年』、山下貞『手記敗戦地獄撫順』など。

田辺敏雄『追跡平頂山事件』は元兵士など関係者を取材した結果、川上大尉不在説をとる。

##### 川上大尉不在説への反論
井上久士は新史料を元に川上大尉不在説を「俗説」と断言し否定している。
事件の第一報を伝えた現地の日本語新聞『撫順新報』9月16日号外によれば、守備隊は川上隊長の指揮の下に全員が出動し敵を逃走させ四散させて午前5時に撫順の守備隊本部に引揚げたという。。現地の日本人向け雑誌『撫順』1932年10月号の炭鉱近辺の防衛にあたった井上中尉への取材談話によると、井上中尉の小隊は交戦中に守備隊本部に兵士を送って指示を受けており、最後は川上大尉の指示で中隊主力と合流し、守備隊本部に戻った形となっている。16日朝には川上大尉が守備隊本部から千金寨（平頂山と並んで日本軍の襲撃が伝えられる集落）や老虎台等近隣にゲリラ追討のために出動したことを伝える『撫順新報』の同日の号外もある。撫順県役人の林喜岳は1951年9月の政府調査時に川上大尉は9月15日撫順にいたと供述している。

### 平頂山事件
16日の朝、午前10時くらいから11時半頃、守備隊の兵士40数人（数十人とする説、約200人とする説あり）は重機関銃1、軽機関銃3（4,6とする説があり）を携行し、トラック3台（4台とする説あり）に分乗し平頂山の集落に侵入、集落住民のほぼ全てを戸外に追出し、集落南西側の崖下まで追い立てて包囲し、中にいた少数の朝鮮人らは呼出して外に出した上で、周囲から一斉に銃撃、さらに、生存者を銃剣で刺殺するなどして、昼前後には集めた住民のほとんどを殺害したとされる。この襲撃には、守備隊の他に、少数の憲兵･警察官･通訳、さらに炭鉱側の防備隊が参加していたという説がある。

また、集落内の建物に放火し、住人の遺体は崖下に集めて焼却、のちに崖を爆破した土砂で遺体を埋め、その周囲に鉄条網を張るなどして隠蔽を図った。この作業には、朝鮮人労務者も動員されたという話もある。

#### 平頂山集落以外の事件
千金堡･栗家溝
平頂山集落に続いて守備隊は隣の集落の千金堡を襲撃し、逃げ遅れた40人ほど（一説には百名ほどとも）を殺害、さらに、平頂山集落の近隣の栗家溝（栗子溝とも）を襲撃したとも伝わる。

事件後まもない時期の奉天での新聞報道には、事件当日の早朝に日本軍が栗子溝の集落にやって来て、平頂山に集められて、平頂山集落の者と一緒に銃撃を受けたという栗子溝の集落の生存者の証言もある。

中国現地の撫順平頂山惨案記念館では、千金堡･栗家溝の両集落で200名ほどが犠牲になったとする説がパネル展示で紹介されているという。

新賓鎮
本多勝一は『中国の旅』で、現地案内人、撫順革命委員会外事組孫徳驊組長から聞いた話として、"新賓鎮という町へも行った。周囲十数ヵ村を含めた家々がすべて放火され、住民は見つけ次第ほとんど片端から殺された。現在（1971年）もこの近辺の樹木に針金の輪が残っている。住民の首を切ってさらした跡である。...二つの万人坑が残されている。"と主張している。

他の集落への襲撃を否定する証言
田辺敏雄の取材に対し、平頂山での殺害に参加した元兵士は、平頂山事件直後に他の集落を攻撃したという『中国の旅』による主張を否定している。
他の証言
- 撫順襲撃事件後の16日早朝、三上安美（炭鉱職員）は近くの村に行く途中、炭鉱夫が中国人数人を不審者として殺害したのを目撃している[17][31]。

- 同じく16日朝、山口淑子[注 20]は、憲兵が中国人の苦力頭を木に縛り付けて拷問、銃の台座で殴りつけるのを目撃している[32][33][34]。

### 被害者数
被殺者数については400から3000と諸説ある。
- 中国側は3,000人と主張している。[注 21]。

- 戦後の瀋陽での裁判判決では2800人余とされており、その他裁判関係資料には2700人といった数字が出てくるものもある[15]。[注 22]。

- 当時、ジュネーヴでの国際連盟理事会では、事態を十分に把握できない中国側によって、被害者は死者700、重傷60～70、軽傷者約130名と報告されている。

- 久保孚申辯書（1948年2月)では、「其人数七百乃至八百ト伝ヘラレタリ」と記述している。

- 田辺敏雄は400-800人と推定している[36]。

- 満洲日報1932年10月15日「撫順縣下被害者を縣公署當局で救済 匪賊に蹂躙された跡」と題した記事に、匪賊による被害者として「撫順縣下千金堡外六ケ村」住民8058人中死者620人。「平頂山」は人口1369人中死者400人とある[40]。

| 村別   | 人口  | 死者 |           |
| ------ | ----- | ---- | --------- |
| 千金堡 | 2791  | 86   |           |
| 大東州 | 1288  | 37   |           |
| 小東州 | 794   | 7    |           |
| 東州河 | 920   | 8    |           |
| 寨承濟 | 896   | 75   |           |
| 平頂山 | 1369  | 400  |           |
| 楊伯堡 | 28    | 13   |           |
| 計     | 8058※ | 620※ | [ 注 27 ] |

脱出に成功した生存者数にも諸説あり、生存者として十数人から数十人まで、あるいは当時集落になく難を逃れた者であれば他に130人いたとする説などがある。

### 戦後の裁判
終戦後、国民政府により瀋陽で戦犯軍事法廷が開かれた。川上精一大尉、井上清一中尉（当時）をはじめとする軍関係者は終戦までの間に既に他所へ移動しており、終戦時の国民政府による身柄確保を免れたが、現地に留まっていた炭鉱関係の民間人10名・警察官1名の日本人11名が逮捕され、1948年1月3日、当時の炭鉱次長久保孚ら7名に死刑判決が下された。
川上精一大尉(終戦時は大佐)は戦後日本で戦犯容疑がかけられたが、1946年6月12日、宮城県荒浜の身の寄せ先で連行の直前に服毒自殺をした。
井上清一中尉(終戦時は中佐)は戦後再婚し、1969年、パーキンソン氏病の兆候を示して大阪で亡くなったという。

## 戦後の動き
日本では事件についてほとんど知られていなかった。
事件当時、奉天総領事代理であった元外交官の森島守人が『陰謀・暗殺・軍刀　一外交官の回想』岩波書店〈岩波新書〉（1950年）にて、"新聞掲載が禁じられていたため（日本では）公にならなかった日本軍の蛮行の一例"として、事件を取り上げた。。毎日新聞の記者であった上妻齊がこの事件を題材に執筆した「撫順秘話」が『秘録 大東亜戦史 下巻』(1953年6月）に収録され、この本がかなりのヒット作品となったため、日本国内でもある程度知られるようになった。

### 『中国の旅』連載
本多勝一が朝日新聞に連載した「中国の旅」（連載1971年、書籍刊行1972年）で、この平頂山事件が取り上げられ、広く知られるようになった。

日本側関係者からは、中国側の用意した人物の主張を検証なく掲載したとして批判されている。

### 平頂山殉難同胞遺骨館
「中国の旅」連載と前後して中国では平頂山殉難同胞遺骨館が建設された（1971年竣工）。
事件現場に建設され、幅5メートル長さ80メートルに渡って遺骨が発掘された状態で展示されている。

### 「平頂山事件」裁判
1991年、中国の全国人民代表大会で、「日中共同声明で個人の賠償請求権は放棄されていない」との童増の建議書が提出され、日本政府に対する戦争被害者の個人補償を求める動きが始まった。

1994年7月から翌7月まで日本民主法律家協会の呼びかけにより、数次に渡り中国の戦争被害者の調査が実施され、1995年8月「中国人戦争被害賠償請求事件弁護団」が結成された。平頂山事件についても同弁護団により平頂山事件弁護団（環直彌団長）が結成され、1996年3月に撫順に赴き被害者に訴訟の意思を確認した。

1996年8月14日、事件の生存者である莫徳勝、楊宝山、方素栄は、日本政府を被告とする損害賠償請求訴訟を提起した。

一審（東京地裁）・二審（東京高裁）判決とも虐殺の事実を認定したが、賠償請求については国家無答責の原則に基づいて当時の法律では請求できないものとして棄却した。2006年5月16日、最高裁で原告側の敗訴が確定した。

### 民主党議員団による日本への謝罪要求
2009年5月6日、訪中していた民主党の議員団は、日本政府に対し、事件について公式謝罪をするように要求した。

## 未整理
事件後の詳細

虐殺の責任者について

裁判と判決

久保の申弁書

## 平頂山事件を描いた作品

### テレビドラマ
- 『さよなら李香蘭』（1989年、日本）

### 小説
- 小川哲『地図と拳』集英社、2022年6月24日、ISBN 978-4-08-771801-0（電子版あり）[67]